# Роберт Фаулер (єпископ)
Роберт Фаулер (23 грудня 1724 — 10 жовтня 1801) — ірландський протестантський священик, політик, державний діяч, архієпископ Дубліна Церкви Ірландії з 1779 року до своєї смерті в 1801 році, охоронець Великої Печатки Ірландії в 1789 році.

## Життєпис

### Походження і ранні роки
Роберт Фаулер народився 23 грудня 1724 року і був охрещений у Скендлбі-Торп, Лінкольншир, Англія. Він був третім сином Джорджа та Мері Фаулер (уродженої Герст) зі Скендлбі-Торпа. Після освіти у Вестмінстерській школі він став Королівським стипендіатом у 1744 році. 24 травня того ж року він був прийнятий до Трініті-коледжу в Кембриджі, де здобув ступінь бакалавра мистецтв у 1747 році, ступінь магістра мистецтв у 1751 році, ступінь доктора богослов'я в 1764 році. Він одружився з Мілдред, старшою дочкою (і співспадкоємицею її брата, також Вільяма) Вільяма Ділтрі з Гейнсборо, графство Лінкольншир, 29 жовтня 1766 року. Разом вони мали одного сина та двох дочок.

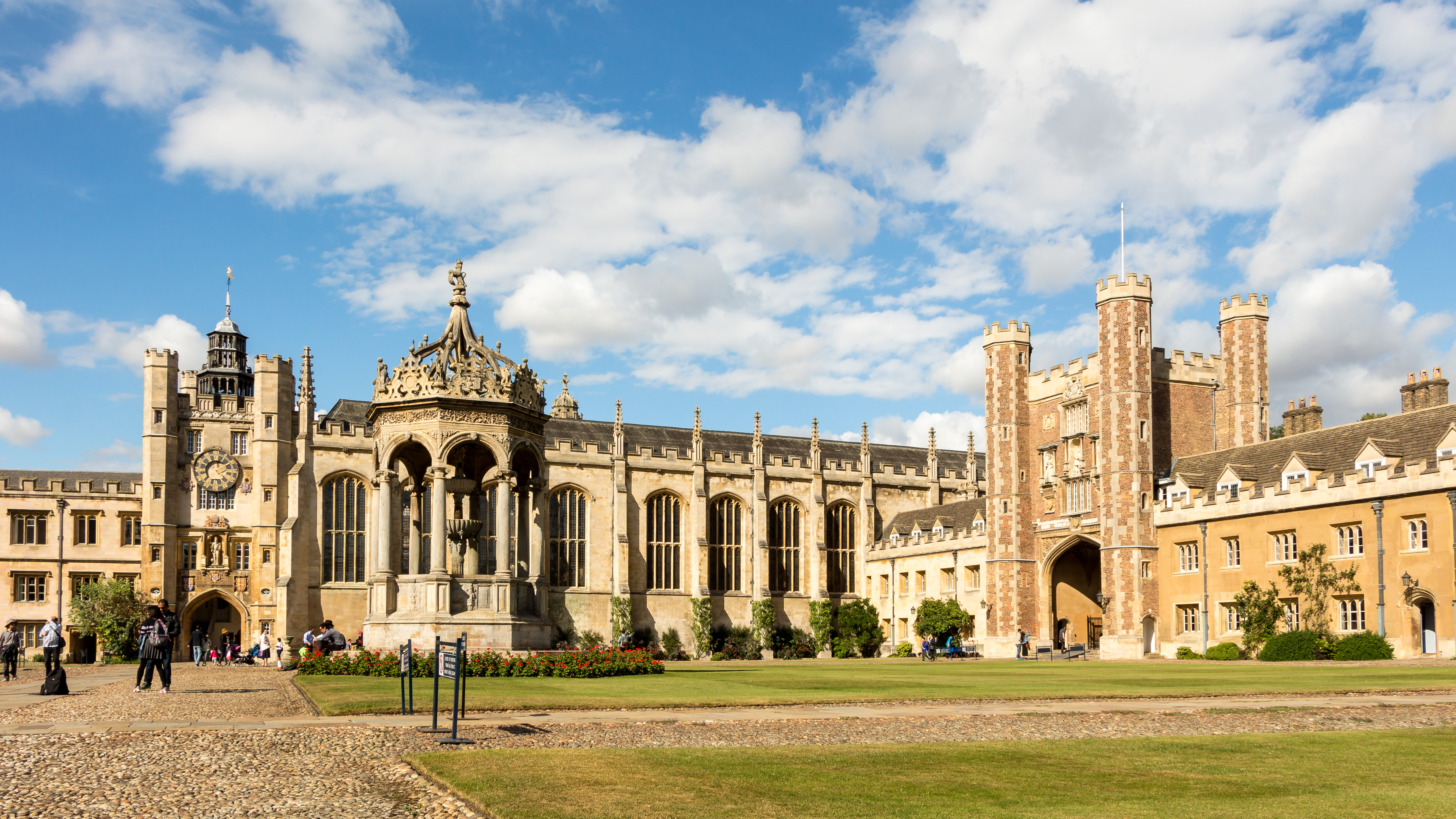
Трініті-коледж, Кембрідж.

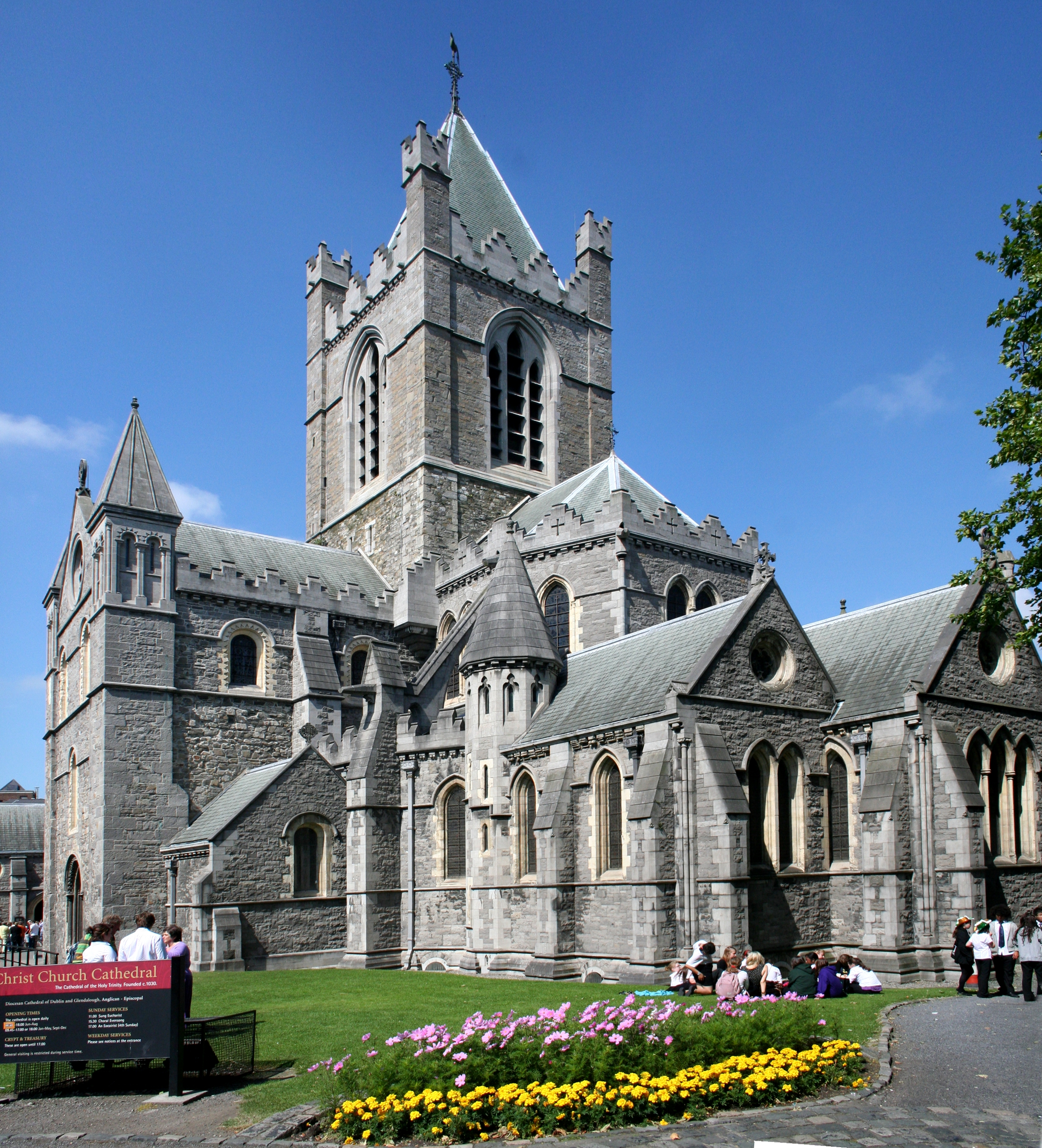
Собор Христа, Дублін.

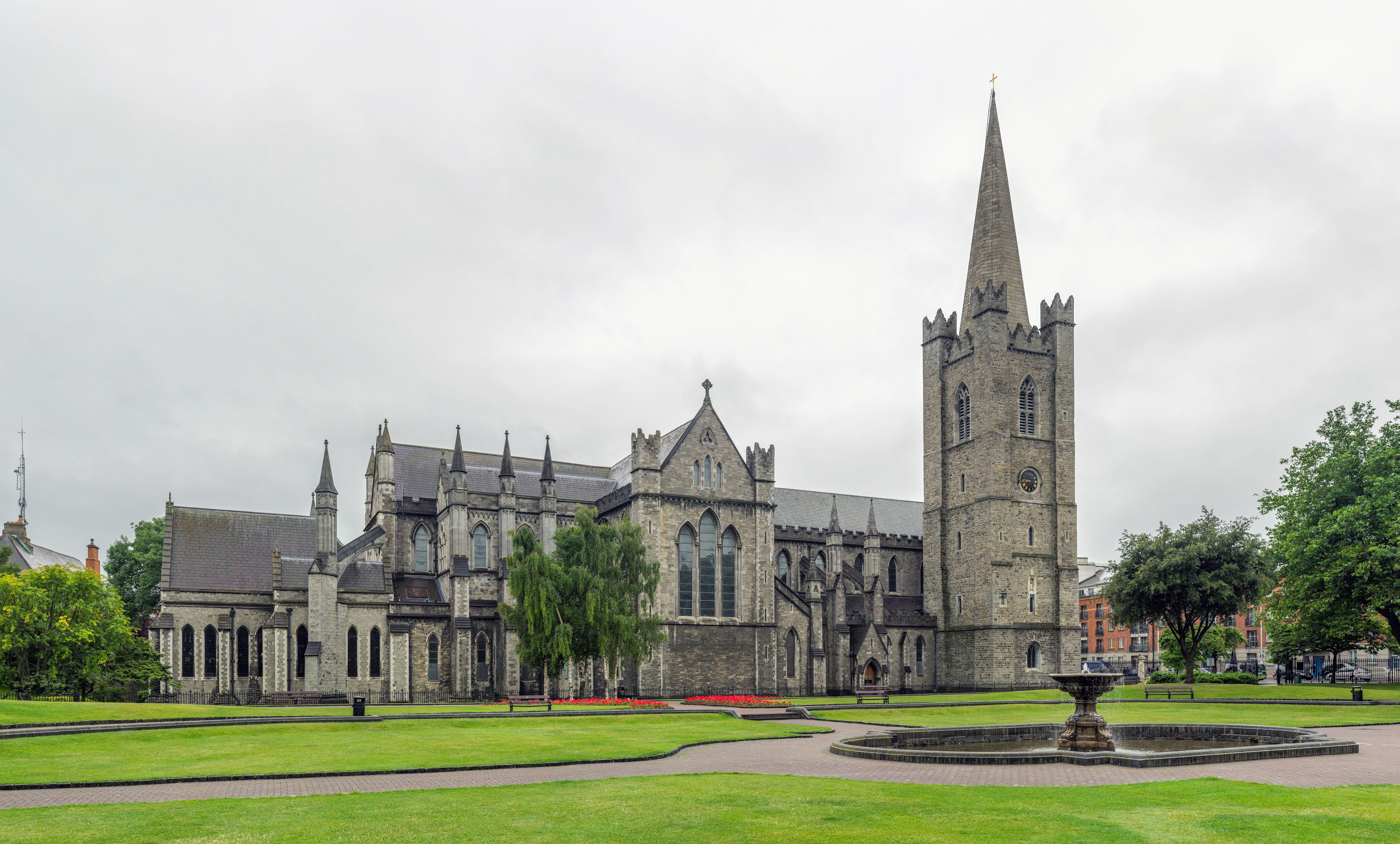
Собор Святого Патріка, Дублін.

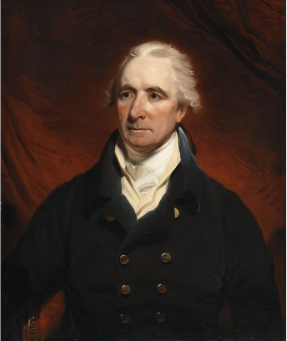
Генрі Граттан (1746—1820).

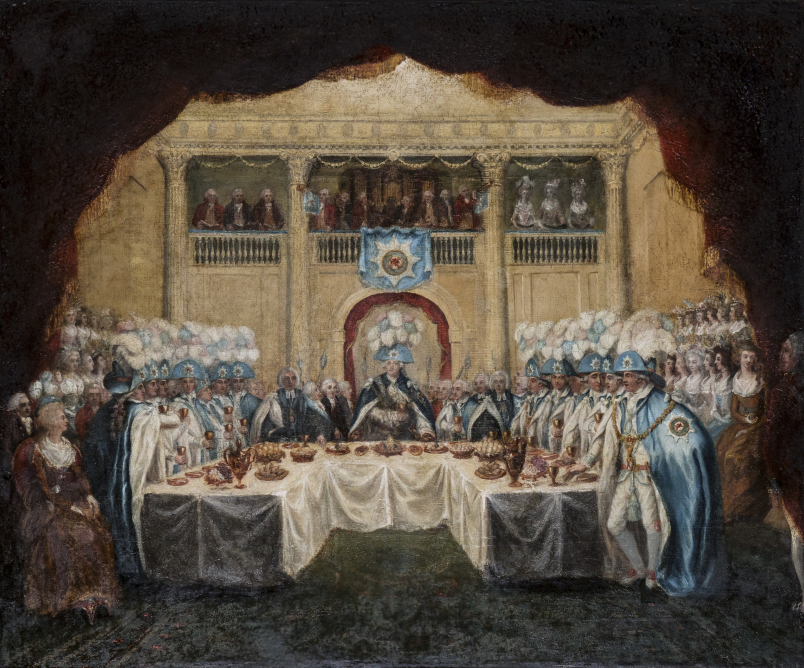
Заснування Ордену Святого Патріка, Дублін, 1783 рік.

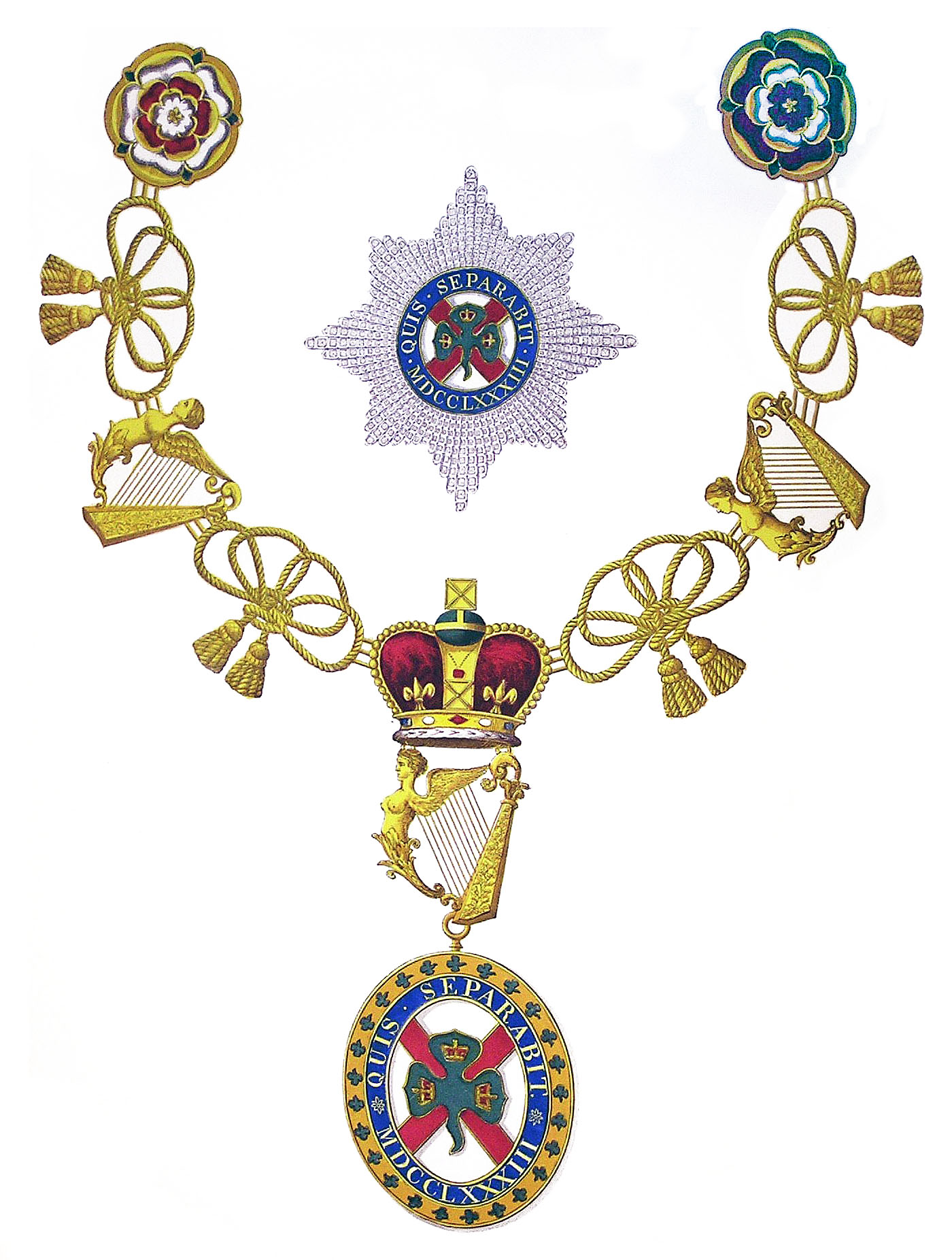
Відзнаки Ордену Святого Патріка.

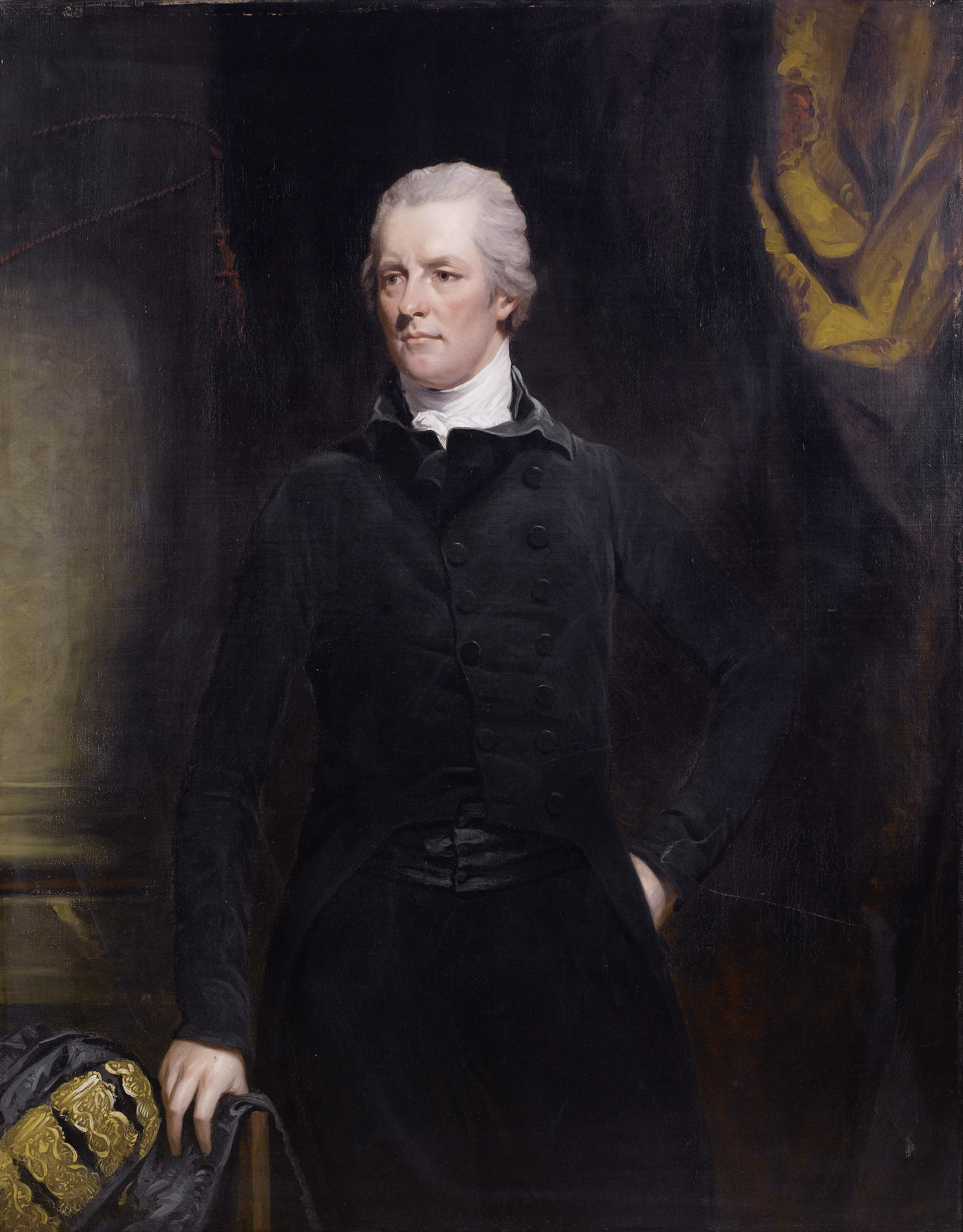
Вільям Пітт Молодший (1759—1806).

### Кар'єра
Призначення капеланом короля Георга II у 1756 році дозволило Роберту Фаулеру отримати посади декана та пребендарія Вестмінстерського абатства, які він обіймав з 1765 по 1771 рік. Пребендіарій у Вестмінстері був дуже затребуваний церковним істеблішментом. Посада пребендіарія була відповідальною: пребендіарії відповідали за жалування єпископам, які зберігали свої прибутки у Вестмінстері, перебуваючи на іншій посаді. Роберт Фаулер був номінований 13 червня та висвячений 28 липня 1771 року єпископом Кіллало та Кілфенор в Ірландії. 22 грудня 1778 року, під час урядування лорда Бекінгема, його було переведено на архієпископську кафедру Дубліна. Його грамоти були видані королем Георгом III 8 січня 1779 року, а 13 числа того ж місяця він був освячений і інтронізований у соборі Крайст-Черч у Дубліні як архієпископ Дубліна та примас Ірландії. 16 січня він був освячений і інтронізований у соборі Святого Патріка в Дубліні. Отримання посади архієпископа Дубліна в 1779 році дозволило йому отримати посаду радника в Таємній Раді Ірландії.

### Політична діяльність
На той час Таємна Рада Ірландії була приватним комітетом найближчих радників короля Великої Британії та Ірландії Георга III для надання конфіденційних порад у державних справах. У 1783 році Роберт Фаулер був призначений канцлером «Ордена Святого Патріка». «Найвидатніший орден Святого Патріка», як його офіційно називають, — це британський лицарський орден, пов'язаний з Ірландією, створений королем Георгом III 5 лютого 1783 року. У книзі Вільяма Домвіла Гендкока «Історія та старожитності Таллахта в графстві Дублін» (опублікована 1877 р.) письменник розповідає деякі деталі зборів у Вестрі у 1783 році. Під час зборів у Вестрі було запропоновано спорудити трон або відповідне крісло для використання його архієпископом у церкві Таллахт. Однак архієпископ Фаулер відмовився від цієї честі, заявивши, що жодне місце в парафіяльній церкві не повинно бути більш прикрашеним, ніж інше. Ця розповідь підтверджує, чому його парафіяни та сучасники вважали Роберта Фаулера доброю, ввічливою та привітною людиною, як він також був описаний у книзі Семюеля Берді «Життя Філіпа Скелтона» (опублікована 1792 році).
Роберт Фаулер виступив проти євангелістів і позбавив сану двох рукоположених священників за проповідування виправдання вірою. У результаті вони заснували відколоту секту келліїтів, яка проіснувала до 1850-х років. У 1782 році він був одним із 12 духовних перів у Палаті лордів парламенту Ірландії, які виступили проти законопроєкту про надання допомоги інакомислячим на тій підставі, що він сприяв би таємним і необережним шлюбам. У 1789 році він разом з 14 іншими колегами приєднався до протесту проти призначення принца Уельського регентом під час хвороби короля Георга III. На основі цієї політичної діяльності Фаулер звернувся з проханням до корони дарувати йому титул пера Ірландії. Уряд на чолі з Вільямом Піттом відхилив його прохання на тій підставі, що він виконав лише свої обов'язки архієпископа. Фаулер був розлючений і поїхав до Англії, щоб сперечатися з Піттом, але безрезультатно.

### Повстання за незалежність Ірландії
Судячи зі свідчень сучасників, можна сказати, що, попри те, що Філіп Скелтон схвалював велику повагу Роберта Фаулера до релігії, його головні інтереси полягали в родині, маєтках, садах. Він з пошаною ставився до старовини. Сад палацу Таллахт був доведений до високої досконалості. На жаль, у 1793 році дружина Фаулера померла і була похована в церкві Таллахт. У березні 1798 року таємна поліція Великої Британії отримала від інформаторів серед «Об'єднаних ірландців» (таємної організації борців за свободу Ірландії) відомості про підготовку повстання і змусила британський уряд змінити більшу частину свого керівництва в Дубліні. На більшій частині країни було запроваджено воєнний стан, і його невблаганна сила поставила під жорсткий тиск організацію «Об'єднані ірландців», щоб зупинити її, поки не стало надто пізно. Під час відсутності архієпископа в 1798 році на палац Таллахт напали озброєні люди, і було викрадено зброю.
У 1798 році таки спалахнуло нове повстання за незалежність Ірландії, яке довго готувала організація «Об'єднані ірландці». Повстанці проголосили Ірландську республіку. Почалися важкі бої між британськими військами та повстанцями. Роберт Фаулер був одним із тих прелатів, що мусили тікати від війни: він виїхав в Англію. Його становище було поганим — обидві сторони конфлікту до нього ставились негативно та з підозрою. Роберт Фаулер був не єдиним священником хто мусив тікати з Ірландії під час війни повстанців з британською армією. Ще в 1782 році Ірландська патріотична партія на чолі з Генрі Граттаном наполягала на більшій виборчому праві для ірландців. Вони використали свою нову могутню позицію, щоб змусити Корону надати Ірландії самоврядування та більш незалежний парламент. У 1793 році парламент Ірландії прийняв закони, які дозволяли католикам, що мають майно, голосувати, але католики все одно не могли ані обиратися, ані призначатися державними чиновниками. У відповідь на це ліберальні елементи серед протестантів та правлячого класу, що надихалися прикладом Американської революції (1776—1783) і Французької революції (1789—1799) висунули ідею реформ в Ірландії. Вони прагнули сформувати спільну справу з католицьким населенням для досягнення реформ і більшої автономії Ірландії. Британська влада була стривожена ситуацією: у 1796 році був прийнятий репресивний закон направлений проти «порушень громадського порядку» та організації «Об'єднані ірландці». Цей Закон не зміг зупинити організацію, мало вплинув на ситуацію та зростання руху «Об'єднаних ірландців», що готували збройне повстання і запалили його полум'я в 1798 році. Проте протягом наступних шести років повстання було придушене британськими військами.

### Останні роки і смерть
Через погане здоров'я архієпископ Роберт Фаулер прожив два роки свого життя в маєтку Бессінгборн-Холл у Такелі, Ессекс, Англія, місце, яке він орендував у сера Пітера Паркера, І баронета Паркер (що сам придбав маєток у Френсіса Бернарда, І графа Бандон). Роберт Фаулер дожив до прийняття «Акту про союз з Ірландією» у 1800 році. Він помер 10 жовтня 1801 року в Бессінгборн-Холлі та був похований у церкві Святої Трійці в Такелі 19 жовтня. Діти архієпископа Роберта Фаулера хотіли реалізувати його амбіції та стати перами Ірландії. Старша дочка Мілдред (яка стала графинею Кілкенні) вийшла заміж у 1793 році за Едмунда Батлера, XII віконта Маунтгаррет та І (і останнього) графа Кілкенні. Друга донька Роберта Фаулера Френсіс вийшла заміж у 1795 році за Річарда Берка — єпископа Вотерфорда і Лісмора та молодшого брата IV графа Мейо. Їхній син став V графом Мейо, коли IV граф помер не маючи дітей. Єдиний син Роберта Фаулера Роберт був висвячений на єпископа Оссорі в 1813 році, а потім у 1835 році став єпископом Оссорі, Фернса і Лейгліна. У 1796 році він одружився з Луїзою Гардінер — старшою донькою Люка Гардінера, І віконта Маунтджой і сестрою Чарльза Гардінера, І графа Блессінгтона.
До недавнього часу точне місце поховання такої відомої людини як Роберт Фаулер в церкві Святої Трійці було повною таємницею, оскільки не було жодного пам'ятника, могили чи будь-якої таблички про нього. Відкриття склепіння, засипаного під час вікторіанської реставрації, розкрило цю таємницю, і тепер відомо, що Роберт Фаулер, архієпископ Дубліна, похований під алтарем (або вівтарем) церкви Святої Трійці в Такелі.
Старий будинок Бессінгборн-Холл був великим будинком, що був побудований Вільямом Таузом приблизно в 1580 році, і був останньою резиденцією архієпископа Роберта Фаулера, був знесений в 1813 році згідно з волею власника, сера Пітера Паркера. Новий будинок Бессінгборн-Холл був знесений у 1988 році, щоб звільнити місце для розширення аеропорту Станстед.